# 97 Klotho
97 Klotho (in italiano 97 Cloto) è un piccolo asteroide della fascia principale. Ha una superficie brillante ed è molto probabilmente un frammento del nucleo di un grande planetesimo che si è frantumato nel passato, poiché è composto da nichel e ferro metallici allo stato puro.
Klotho fu scoperto il 17 febbraio 1868 dall'astronomo Ernst Wilhelm Tempel, quinto e ultimo pianetino individuato dal prolifico "cacciatore" di comete dell'Osservatorio di Marsiglia (Francia). Fu battezzato così in onore di Cloto, una delle tre Moire (o Parche) della mitologia greca. Le altre due Moire sono Lachesi (120 Lachesis) e Atropo (273 Atropos).